# Delhi Gurgaon Expressway
Der Delhi-Gurugram Expressway ist eine Schnellstraße in Indien, welche die Landeshauptstadt Delhi mit der Satellitenstadt Gurugram verbindet. 
Die sechs- bis achtspurige Straße ist 27,7 km lang und ist ein Teil des NH-48. Die Straße beginnt bei Dhaula Kuan in der Nähe des Delhi cantonment und endet in Manesar südwestlich von Gurugram. An ihr liegt der Indira Gandhi International Airport sowie in Gurugram viele multinationale und nationale Unternehmen und große Wohngebiete. Das Verkehrsaufkommen ist besonders hoch in den Hauptverkehrszeiten morgens und abends. Der Delhi-Gurugram Expressway führt über 11 Fly-over, die nur von schnell fahrenden Fahrzeugen befahren werden, die eine Geschwindigkeit von 80 bis 100 km/h erreichen können. Langsam fahrende Fahrzeuge, wie z. B. Autorikschas, sind auf den Mautspuren nicht erlaubt. Ursprünglich gab es drei Mautstellen: eine sechsspurige beim Flughafen, die 18-spurige Kherki Daula-Mautstelle am südwestlichen Ende der Schnellstraße und eine 32-spurige Mautstelle an der Grenze zwischen Delhi und Gurugram. Letztere wurde im Februar 2014 auf gerichtliche Order des Delhi High Court abgeschafft.